# Okręg wyborczy nr 50 do Sejmu Rzeczypospolitej Polskiej (1993–2001)
Okręg wyborczy nr 50 do Sejmu Rzeczypospolitej Polskiej (1993–2001) obejmował województwo wrocławskie. W ówczesnym kształcie został utworzony w 1993. Wybieranych było w nim 12 posłów w systemie proporcjonalnym.
Siedzibą okręgowej komisji wyborczej był Wrocław.

## Wyniki wyborów
| Podział 12 mandatów: SLD: 4 UP: 1 PSL: 2 UD: 3 KPN: 1 BBWR: 1 |

| Podział 12 mandatów: SLD: 4 UW: 3 AWS: 5 |

## Reprezentanci okręgu
| Sejm | Rok  | Poseł KW                                | Poseł KW                                | Poseł KW                                | Poseł KW                                | Poseł KW                                | Poseł KW                                | Poseł KW                                | Poseł KW                                | Poseł KW                                | Poseł KW                                | Poseł KW                                | Poseł KW                                | Poseł KW                                | Poseł KW                                | Poseł KW                                | Poseł KW                                | Poseł KW                                | Poseł KW                                | Poseł KW                                | Poseł KW                                | Poseł KW                                | Poseł KW                                | Poseł KW                                | Poseł KW                                |
| ---- | ---- | --------------------------------------- | --------------------------------------- | --------------------------------------- | --------------------------------------- | --------------------------------------- | --------------------------------------- | --------------------------------------- | --------------------------------------- | --------------------------------------- | --------------------------------------- | --------------------------------------- | --------------------------------------- | --------------------------------------- | --------------------------------------- | --------------------------------------- | --------------------------------------- | --------------------------------------- | --------------------------------------- | --------------------------------------- | --------------------------------------- | --------------------------------------- | --------------------------------------- | --------------------------------------- | --------------------------------------- |
| II   | 1993 |                                         | J. Kaleta SLD                           |                                         | B. Labuda UD                            |                                         | W. Frasyniuk UD (1993) UW (1997)        |                                         | S. Rogowski UP                          |                                         | J. Dobrosz PSL                          |                                         | Z. Pisarek BBWR                         |                                         | W. Błasiak KPN                          |                                         | Z. Bartoszewicz PSL                     |                                         | R. Gawlik UD (1993) UW (1997)           |                                         | J. Uczkiewicz SLD                       |                                         | M. Mazurkiewicz SLD                     |                                         | J. Szymański SLD                        |
| II   | 1995 | T. Jasztal SLD                          | J. Kaleta SLD                           |                                         | B. Labuda UD                            |                                         | W. Frasyniuk UD (1993) UW (1997)        |                                         | S. Rogowski UP                          |                                         | J. Dobrosz PSL                          |                                         | Z. Pisarek BBWR                         |                                         | W. Błasiak KPN                          |                                         | Z. Bartoszewicz PSL                     |                                         | R. Gawlik UD (1993) UW (1997)           |                                         |                                         |                                         | M. Mazurkiewicz SLD                     |                                         | J. Szymański SLD                        |
| III  | 1997 | T. Jasztal SLD                          | J. Kaleta SLD                           |                                         | G. Schetyna UW                          |                                         | W. Frasyniuk UD (1993) UW (1997)        |                                         | R. Czarnecki AWS                        |                                         | T. Wójcik AWS                           |                                         | J. Chmielewski AWS                      |                                         | K. Ujazdowski AWS                       |                                         | W. Wiązowski AWS                        |                                         | R. Gawlik UD (1993) UW (1997)           |                                         |                                         |                                         | M. Mazurkiewicz SLD                     |                                         | J. Szymański SLD                        |
| IV   | 2001 | okręg zniesiony – patrz okręgi nr 2 i 3 | okręg zniesiony – patrz okręgi nr 2 i 3 | okręg zniesiony – patrz okręgi nr 2 i 3 | okręg zniesiony – patrz okręgi nr 2 i 3 | okręg zniesiony – patrz okręgi nr 2 i 3 | okręg zniesiony – patrz okręgi nr 2 i 3 | okręg zniesiony – patrz okręgi nr 2 i 3 | okręg zniesiony – patrz okręgi nr 2 i 3 | okręg zniesiony – patrz okręgi nr 2 i 3 | okręg zniesiony – patrz okręgi nr 2 i 3 | okręg zniesiony – patrz okręgi nr 2 i 3 | okręg zniesiony – patrz okręgi nr 2 i 3 | okręg zniesiony – patrz okręgi nr 2 i 3 | okręg zniesiony – patrz okręgi nr 2 i 3 | okręg zniesiony – patrz okręgi nr 2 i 3 | okręg zniesiony – patrz okręgi nr 2 i 3 | okręg zniesiony – patrz okręgi nr 2 i 3 | okręg zniesiony – patrz okręgi nr 2 i 3 | okręg zniesiony – patrz okręgi nr 2 i 3 | okręg zniesiony – patrz okręgi nr 2 i 3 | okręg zniesiony – patrz okręgi nr 2 i 3 | okręg zniesiony – patrz okręgi nr 2 i 3 | okręg zniesiony – patrz okręgi nr 2 i 3 | okręg zniesiony – patrz okręgi nr 2 i 3 |

### Wybory parlamentarne 1993
| Komitet wyborczy                                      | Komitet wyborczy                                         | Głosów | %     | Mandaty | Wybrani posłowie                                                  |
| ----------------------------------------------------- | -------------------------------------------------------- | ------ | ----- | ------- | ----------------------------------------------------------------- |
|                                                       | Sojusz Lewicy Demokratycznej                             | 83 671 | 19,96 | 4       | Józef Kaleta, Jacek Uczkiewicz, Marek Mazurkiewicz, Jan Szymański |
|                                                       | Unia Demokratyczna                                       | 67 744 | 16,16 | 3       | Barbara Labuda, Władysław Frasyniuk, Radosław Gawlik              |
|                                                       | Polskie Stronnictwo Ludowe                               | 42 440 | 10,13 | 2       | Janusz Dobrosz, Zygmunt Bartoszewicz                              |
|                                                       | Unia Pracy                                               | 38 770 | 9,25  | 1       | Stanisław Rogowski                                                |
|                                                       | Niezależny Samorządny Związek Zawodowy „Solidarność”     | 26 542 | 6,33  | –       |                                                                   |
|                                                       | Bezpartyjny Blok Wspierania Reform                       | 25 484 | 6,08  | 1       | Zdzisław Pisarek                                                  |
|                                                       | Katolicki Komitet Wyborczy „Ojczyzna”                    | 23 090 | 5,51  | –       |                                                                   |
|                                                       | Kongres Liberalno-Demokratyczny                          | 20 690 | 4,94  | –       |                                                                   |
|                                                       | Konfederacja Polski Niepodległej                         | 19 713 | 4,70  | 1       | Wojciech Błasiak                                                  |
|                                                       | Porozumienie Centrum                                     | 19 606 | 4,68  | –       |                                                                   |
|                                                       | Unia Polityki Realnej                                    | 12 532 | 2,99  | –       |                                                                   |
|                                                       | Samoobrona – Leppera                                     | 12 488 | 2,98  | –       |                                                                   |
|                                                       | Koalicja dla Rzeczypospolitej                            | 10 490 | 2,50  | –       |                                                                   |
|                                                       | Polskie Stronnictwo Ludowe – Porozumienie Ludowe         | 6523   | 1,56  | –       |                                                                   |
|                                                       | Partia X                                                 | 6080   | 1,45  | –       |                                                                   |
|                                                       | Ojczyzna – Lista Polska                                  | 1320   | 0,31  | –       |                                                                   |
|                                                       | NOT Stowarzyszenia Techniczne                            | 1295   | 0,31  | –       |                                                                   |
|                                                       | Polska Wspólnota Narodowa – Polskie Stronnictwo Narodowe | 613    | 0,15  | –       |                                                                   |
| Frekwencja: 52,70% Źródło: Państwowa Komisja Wyborcza |                                                          |        |       |         |                                                                   |

Poniższa tabela przedstawia podział mandatów dla komitetów wyborczych na podstawie uzyskanych głosów, a następnie obliczonych ilorazów wyborczych na podstawie metody D’Hondta.
| Podział mandatów dla komitetów wyborczych na podstawie metody D’Hondta | Podział mandatów dla komitetów wyborczych na podstawie metody D’Hondta | Podział mandatów dla komitetów wyborczych na podstawie metody D’Hondta | Podział mandatów dla komitetów wyborczych na podstawie metody D’Hondta | Podział mandatów dla komitetów wyborczych na podstawie metody D’Hondta | Podział mandatów dla komitetów wyborczych na podstawie metody D’Hondta | Podział mandatów dla komitetów wyborczych na podstawie metody D’Hondta | Podział mandatów dla komitetów wyborczych na podstawie metody D’Hondta | Podział mandatów dla komitetów wyborczych na podstawie metody D’Hondta | Podział mandatów dla komitetów wyborczych na podstawie metody D’Hondta | Podział mandatów dla komitetów wyborczych na podstawie metody D’Hondta | Podział mandatów dla komitetów wyborczych na podstawie metody D’Hondta |
| Komitet wyborczy                                                       | Komitet wyborczy                                                       | Liczba głosów                                                          | Iloraz wyborczy                                                        | Iloraz wyborczy                                                        | Iloraz wyborczy                                                        | Iloraz wyborczy                                                        | Iloraz wyborczy                                                        | Iloraz wyborczy                                                        | Iloraz wyborczy                                                        | Mandaty                                                                | TP                                                                     |
| Komitet wyborczy                                                       | Komitet wyborczy                                                       | Liczba głosów                                                          | /1                                                                     | /2                                                                     | /3                                                                     | /4                                                                     | /5                                                                     | ...                                                                    | /12                                                                    | Mandaty                                                                | TP                                                                     |
| ---------------------------------------------------------------------- | ---------------------------------------------------------------------- | ---------------------------------------------------------------------- | ---------------------------------------------------------------------- | ---------------------------------------------------------------------- | ---------------------------------------------------------------------- | ---------------------------------------------------------------------- | ---------------------------------------------------------------------- | ---------------------------------------------------------------------- | ---------------------------------------------------------------------- | ---------------------------------------------------------------------- | ---------------------------------------------------------------------- |
|                                                                        | Sojusz Lewicy Demokratycznej                                           | 83 671                                                                 | 83 671                                                                 | 41 836                                                                 | 27 890                                                                 | 20 918                                                                 | 16 734                                                                 | ...                                                                    | 6973                                                                   | 4                                                                      | 3,61                                                                   |
|                                                                        | Unia Demokratyczna                                                     | 67 744                                                                 | 67 744                                                                 | 33 872                                                                 | 22 581                                                                 | 16 936                                                                 | 13 549                                                                 | ...                                                                    | 5645                                                                   | 3                                                                      | 2,93                                                                   |
|                                                                        | Polskie Stronnictwo Ludowe                                             | 42 440                                                                 | 42 440                                                                 | 21 220                                                                 | 14 147                                                                 | 10 610                                                                 | 8488                                                                   | ...                                                                    | 3537                                                                   | 2                                                                      | 1,83                                                                   |
|                                                                        | Unia Pracy                                                             | 38 770                                                                 | 38 770                                                                 | 19 385                                                                 | 12 923                                                                 | 9693                                                                   | 7754                                                                   | ...                                                                    | 3231                                                                   | 1                                                                      | 1,67                                                                   |
|                                                                        | Bezpartyjny Blok Wspierania Reform                                     | 25 484                                                                 | 25 484                                                                 | 12 742                                                                 | 8495                                                                   | 6371                                                                   | 5097                                                                   | ...                                                                    | 2124                                                                   | 1                                                                      | 1,10                                                                   |
|                                                                        | Konfederacja Polski Niepodległej                                       | 19 713                                                                 | 19 713                                                                 | 9857                                                                   | 5671                                                                   | 4928                                                                   | 3943                                                                   | ...                                                                    | 1643                                                                   | 1                                                                      | 0,85                                                                   |
| Ogółem                                                                 | Ogółem                                                                 | 277 822                                                                | —                                                                      | —                                                                      | —                                                                      | —                                                                      | —                                                                      | —                                                                      | —                                                                      | 12                                                                     | 12                                                                     |

### Wybory parlamentarne 1997
| Komitet wyborczy                                      | Komitet wyborczy                          | Głosów  | %     | Mandaty | Wybrani posłowie                                                                            |
| ----------------------------------------------------- | ----------------------------------------- | ------- | ----- | ------- | ------------------------------------------------------------------------------------------- |
|                                                       | Akcja Wyborcza Solidarność                | 135 716 | 33,02 | 5       | Richard Czarnecki, Tomasz Wójcik, Jan Chmielewski, Kazimierz Ujazdowski, Waldemar Wiązowski |
|                                                       | Sojusz Lewicy Demokratycznej              | 106 713 | 25,96 | 4       | Józef Kaleta, Marek Mazurkiewicz, Teresa Jasztal, Jan Szymański                             |
|                                                       | Unia Wolności                             | 84 898  | 20,65 | 3       | Władysław Frasyniuk, Grzegorz Schetyna, Radosław Gawlik                                     |
|                                                       | Ruch Odbudowy Polski                      | 20 895  | 5,08  | –       |                                                                                             |
|                                                       | Unia Pracy                                | 18 783  | 4,57  | –       |                                                                                             |
|                                                       | Polskie Stronnictwo Ludowe                | 16 591  | 4,04  | –       |                                                                                             |
|                                                       | Krajowa Partia Emerytów i Rencistów       | 7984    | 1,94  | –       |                                                                                             |
|                                                       | Unia Prawicy Rzeczypospolitej             | 7981    | 1,94  | –       |                                                                                             |
|                                                       | Krajowe Porozumienie Emerytów i Rencistów | 5526    | 1,34  | –       |                                                                                             |
|                                                       | Blok dla Polski                           | 4685    | 1,14  | –       |                                                                                             |
|                                                       | Polska Wspólnota Narodowa                 | 710     | 0,17  | –       |                                                                                             |
|                                                       | Przymierze Samoobrona                     | 567     | 0,14  | –       |                                                                                             |
| Frekwencja: 50,27% Źródło: Państwowa Komisja Wyborcza |                                           |         |       |         |                                                                                             |

Poniższa tabela przedstawia podział mandatów dla komitetów wyborczych na podstawie uzyskanych głosów, a następnie obliczonych ilorazów wyborczych na podstawie metody D’Hondta.
| Podział mandatów dla komitetów wyborczych na podstawie metody D’Hondta | Podział mandatów dla komitetów wyborczych na podstawie metody D’Hondta | Podział mandatów dla komitetów wyborczych na podstawie metody D’Hondta | Podział mandatów dla komitetów wyborczych na podstawie metody D’Hondta | Podział mandatów dla komitetów wyborczych na podstawie metody D’Hondta | Podział mandatów dla komitetów wyborczych na podstawie metody D’Hondta | Podział mandatów dla komitetów wyborczych na podstawie metody D’Hondta | Podział mandatów dla komitetów wyborczych na podstawie metody D’Hondta | Podział mandatów dla komitetów wyborczych na podstawie metody D’Hondta | Podział mandatów dla komitetów wyborczych na podstawie metody D’Hondta | Podział mandatów dla komitetów wyborczych na podstawie metody D’Hondta | Podział mandatów dla komitetów wyborczych na podstawie metody D’Hondta | Podział mandatów dla komitetów wyborczych na podstawie metody D’Hondta |
| Komitet wyborczy                                                       | Komitet wyborczy                                                       | Liczba głosów                                                          | Iloraz wyborczy                                                        | Iloraz wyborczy                                                        | Iloraz wyborczy                                                        | Iloraz wyborczy                                                        | Iloraz wyborczy                                                        | Iloraz wyborczy                                                        | Iloraz wyborczy                                                        | Iloraz wyborczy                                                        | Mandaty                                                                | TP                                                                     |
| Komitet wyborczy                                                       | Komitet wyborczy                                                       | Liczba głosów                                                          | /1                                                                     | /2                                                                     | /3                                                                     | /4                                                                     | /5                                                                     | /6                                                                     | ...                                                                    | /12                                                                    | Mandaty                                                                | TP                                                                     |
| ---------------------------------------------------------------------- | ---------------------------------------------------------------------- | ---------------------------------------------------------------------- | ---------------------------------------------------------------------- | ---------------------------------------------------------------------- | ---------------------------------------------------------------------- | ---------------------------------------------------------------------- | ---------------------------------------------------------------------- | ---------------------------------------------------------------------- | ---------------------------------------------------------------------- | ---------------------------------------------------------------------- | ---------------------------------------------------------------------- | ---------------------------------------------------------------------- |
|                                                                        | Akcja Wyborcza Solidarność                                             | 135 716                                                                | 135 716                                                                | 67 858                                                                 | 45 239                                                                 | 33 929                                                                 | 27 143                                                                 | 22 619                                                                 | ...                                                                    | 11 310                                                                 | 5                                                                      | 4,46                                                                   |
|                                                                        | Sojusz Lewicy Demokratycznej                                           | 106 713                                                                | 106 713                                                                | 53 357                                                                 | 35 571                                                                 | 26 678                                                                 | 21 343                                                                 | 17 786                                                                 | ...                                                                    | 8893                                                                   | 4                                                                      | 3,51                                                                   |
|                                                                        | Unia Wolności                                                          | 84 898                                                                 | 84 898                                                                 | 42 449                                                                 | 28 299                                                                 | 21 225                                                                 | 16 980                                                                 | 14 150                                                                 | ...                                                                    | 7075                                                                   | 3                                                                      | 2,79                                                                   |
|                                                                        | Ruch Odbudowy Polski                                                   | 20 895                                                                 | 20 895                                                                 | 10 448                                                                 | 6965                                                                   | 5224                                                                   | 4179                                                                   | 3483                                                                   | ...                                                                    | 1741                                                                   | 0                                                                      | 0,69                                                                   |
|                                                                        | Polskie Stronnictwo Ludowe                                             | 16 591                                                                 | 16 591                                                                 | 8296                                                                   | 5530                                                                   | 4148                                                                   | 3318                                                                   | 2765                                                                   | ...                                                                    | 1383                                                                   | 0                                                                      | 0,55                                                                   |
| Ogółem                                                                 | Ogółem                                                                 | 364 813                                                                | —                                                                      | —                                                                      | —                                                                      | —                                                                      | —                                                                      | —                                                                      | —                                                                      | —                                                                      | 12                                                                     | 12                                                                     |